# 107e division d'infanterie (Empire allemand)
La 107e division d'infanterie est une unité de l'armée allemande créée en 1915 qui participe à la Première Guerre mondiale. Elle combat de 1951 à 1917 sur le front de l'est participant notamment à l'offensive de Gorlice-Tarnów et à la campagne contre la Serbie.
En novembre 1917, la 107e division est transférée sur le front de l'ouest où elle est immédiatement engagée dans la bataille de Cambrai. Au printemps 1918, elle prend part à l'opération Michael puis aux combats sur la Somme avant d'être déplacée dans la région de Verdun où elle combat l'armée américaine. Après la signature de l'armistice, la division est transportée en Allemagne et dissoute.

## Première Guerre mondiale

### Composition

#### 1915
- 213e brigade d'infanterie

52e régiment d'infanterie de réserve
227e régiment d'infanterie de réserve
232e régiment d'infanterie de réserve
- 1er et 2e escadron du 6e régiment de cuirassiers
- 213e régiment d'artillerie de campagne
- 213e compagnie de pionniers

#### 1916
- 213e brigade d'infanterie

52e régiment d'infanterie de réserve
227e régiment d'infanterie de réserve
232e régiment d'infanterie de réserve
- 3e escadron du 1er régiment d'uhlans
- 213e régiment d'artillerie de campagne
- 213e compagnie de pionniers

#### 1917
- 213e brigade d'infanterie

52e régiment d'infanterie de réserve
227e régiment d'infanterie de réserve
232e régiment d'infanterie de réserve
- 3e escadron du 1er régiment d'uhlans
- 157e commandement divisionnaire d'artillerie

213e régiment d'artillerie de campagne (9 batteries)
- 107e bataillon de pionniers

#### 1918
- 213e brigade d'infanterie

52e régiment d'infanterie de réserve
232e régiment d'infanterie de réserve
448e régiment d'infanterie de réserve
- 3e escadron du 1er régiment d'uhlans
- 157e commandement divisionnaire d'artillerie

213e régiment d'artillerie de campagne (9 batteries)
154e bataillon d'artillerie à pied
- 107e bataillon de pionniers

### Historique
La 107e division d'infanterie est formée à Głogów, elle est composée du 227e régiment d'infanterie de réserve issu de la 49e division de réserve, du 232e régiment d'infanterie de réserve issu de la 50e division de réserve et du 52e régiment d'infanterie de réserve issu de la 5e division de réserve.

#### 1915

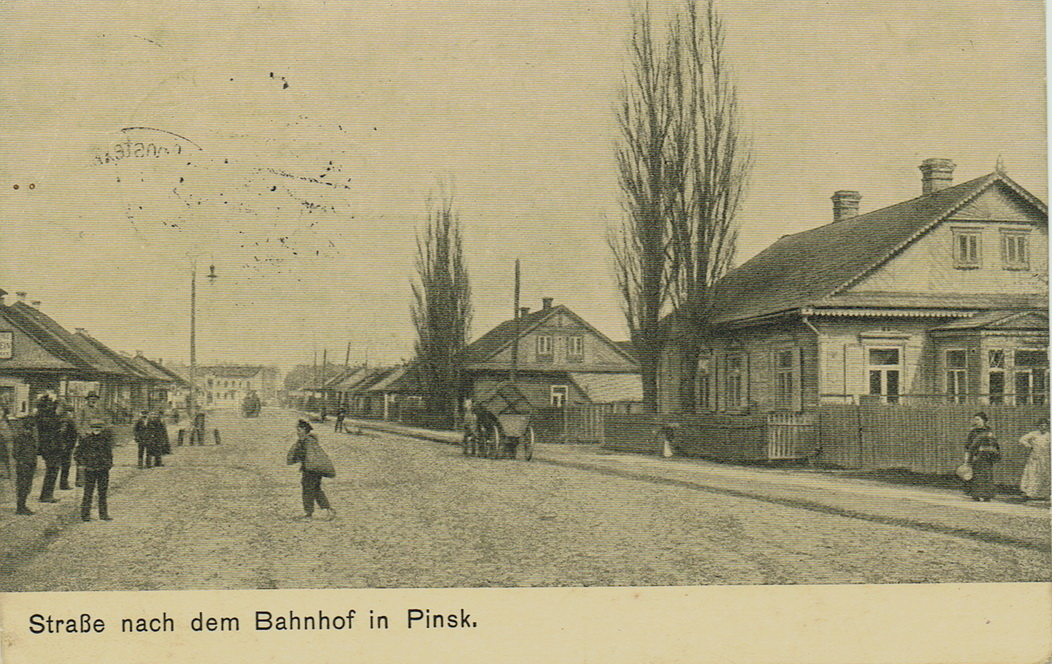
Rue de la gare à Pinsk, carte postale allemande, 1916.

- 17 juin - 16 septembre : la division participe à l'offensive de Gorlice-Tarnów.

17 juin - 22 juin : engagée dans la bataille de Lemberg.
23 juin - 13 juillet : poursuite des troupes russes sur la frontière entre la Galicie et la Pologne.
13 - 18 juillet : participe aux combats autour de Maslomencze.
19 - 30 juillet : la division est engagée autour de Hrubieszów le long du Boug.
31 juillet : la division participe à des combats autour de Strelcze.
1er août - 3 août : combats au nord-est de Chełm.
7 - 12 août : combats le long de l'Uherka.
13 - 17 août : engagée dans des combats autour de Włodawa.
17 - 26 août : attaque et prise de la ville de Brest-Litovsk.
26 - 31 août : progression dans la région de Kobryn, la division atteint les marais de Pinsk.
1er septembre - 16 septembre : la division poursuit son avance vers Pinsk, la ville est prise le 16 septembre.
- 17 septembre - 6 octobre : retrait du front, transport par V.F. en Autriche-Hongrie, à la frontière avec la Serbie. La division est intégrée au IVe corps de réserve.
- 6 octobre - 28 novembre : engagée dans la campagne de Serbie.
- 28 novembre - 31 décembre : occupation d'un secteur du front le long de la frontière entre la Macédoine serbe et la Grèce.

#### 1916
- 1er janvier - 15 mars : retrait du front, transport par V.F. sur le front de l'est. En réserve dans la région de Daugavpils.
- 18 - 28 mars : engagée lors de l'attaque russe autour du lac Narotch dans des combats autour de Pastavy.
- 29 mars - 28 mai : occupation d'un secteur du front dans la région de Daugavpils.
- 28 mai - 20 juin : mouvement de rocade et occupation d'un secteur vers Smarhon.
- 21 juin - 15 juillet : retrait du front, renforcement du front en Volhynie pour lutter contre une offensive russe ; combat le long des rivières Styr et Stochid.
- 15 juillet - 5 novembre : engagée dans la bataille de Kovel, stationnée le long de la voie ferrée reliant Kovel et Rivne.
- 5 novembre 1916 - 11 novembre 1917 : organisation et occupation d'un secteur dans la région de Kovel, puis Kachovka.

#### 1917
- 11 - 18 novembre : retrait du front, transport par V.F. vers le front de l'ouest, trajet : Kovel, Brest Litovsk, Varsovie, Poznań, Francfort-sur-l'Oder, Berlin, Cassel, Coblence, Trèves, Thionville, Sedan, Charleville, Hirson[2].
- 18 - 20 novembre : arrivée et concentration dans la région de Cambrai.
- 20 novembre - 7 décembre : engagée dans la bataille de Cambrai, dans le secteur de Noyelles-sur-Escaut et de Rumilly-en-Cambrésis.
- 7 décembre 1917 - 31 janvier 1918 : retrait du front, repos.

#### 1918
- 31 janvier - 18 février : mouvement vers le front, la division occupe un secteur de front dans la région de Gonnelieu, relevée par la 18e division d'infanterie[1].
- 18 février - 1er mars : retrait du front, repos et instruction.
- 1er - 20 mars : relève de la 18e division d'infanterie et occupation à nouveau d'un secteur de front dans la région de Gonnelieu[1].
- 21 mars - 16 avril : engagée dans l'opération Michael, progression vers Mesnil-en-Arrouaise et vers Authuille. Le 16 avril, elle est relevée par la 16e division de réserve[1].
- 16 - 27 avril : retrait du front et repos dans la région de Cambrai.
- 27 avril - 16 mai : mouvement de rocade, remplacement de la 16e division de réserve, puis à partir du 5 mai retrait du front, repos[1].
- 16 - 23 mai : mouvement vers le front, relève de la 199e division d'infanterie dans le secteur de Morlancourt[1].
- 23 mai - 20 juin : retrait du front, repos dans la région de Cambrai.
- 20 juin - 1er août : mouvement vers le front, occupation d'un secteur du front dans la région de Morlancourt.
- 1er - 8 août : retrait du front, repos.
- 8 - 28 août : engagée dans la bataille de Picardie, renforcement de la ligne de front allemand enfoncé par l'attaque alliée dans le secteur de Proyart, Méricourt-sur-Somme et Herleville avec des pertes importantes[n 1].
- 28 août - 16 septembre : retrait du front, transport par V.F. dans la région de Conflans, puis mouvement par étapes par Friauville, Brainville, Allamont, Moulotte pour atteindre Harville.
- 16 septembre - 11 octobre : organisation et occupation d'un secteur calme dans la région de Harville.
- 11 - 14 octobre : retrait du front, transport par camions de Conflans à Stenay.
- 14 - 20 octobre : mouvement par Dun-sur-Meuse, engagée pour renforcer la ligne de front lors de l'offensive Meuse-Argonne de l'armée américaine, forte résistance de la division.
- 21 octobre - 11 novembre : la division occupe ensuite un secteur de front devant Villers. Le 10 novembre, la division est retirée du front[n 2]. Après la signature de l'armistice, la division est transférée en Allemagne où elle est dissoute au cours de l'année 1919.

## Chefs de corps
| Grade                        | Nom              | Date                               |
| ---------------------------- | ---------------- | ---------------------------------- |
| Generalmajor/Generalleutnant | Otto von Moser   | 25 mai 1915 - 13 juin 1916         |
| Generalmajor                 | Viktor Hahndorff | 14 juin - 15 novembre 1916         |
| Generalmajor                 | Otto Havenstein  | 16 novembre 1916 - 23 janvier 1919 |